# Ricardo Pavoni
Ricardo Elbio Pavoni Cúneo (Montevidéu, 8 de julho de 1943) é um ex-futebolista uruguaio, que atuava como defensor.
É um dos maiores ídolos da história do Independiente, onde jogou 495 partidas entre 1965 e 1976, sendo considerado o melhor zagueiro da história do clube, do qual é o segundo jogador com mais troféus (doze) e mais atuações, estando em ambos os quesitos atrás somente da lenda Ricardo Bochini.

## Carreira

### Independiente
Chegou do Defensor Sporting ao Rojo para substituir outro uruguaio da mesma posição, Tomás Rolán, que havia se contundido seriamente no joelho, e acabaria por tornar-se um símbolo do time.
Forte e de boa técnica com a bola nos pés, era um grande marcador do ponta-esquerda adversário, além de poderoso chute com a perna esquerda. Ganhou a Taça Libertadores da América de 1965 e também na recordista série seguida de quatro títulos que os diablos conquistaram no torneio na década de 1970, além da primeira Intercontinental do clube (em 1973), três Interamericanas e três títulos argentinos. Na finalíssima da Libertadores de 1974, marcou o gol do título, sobre o São Paulo dos compatriotas Pablo Forlán e Pedro Rocha, com quem foi à Copa do Mundo de 1974. Um ano depois, deu início à vitória de virada na decisão sobre outra equipe brasileira, o Cruzeiro.
A Libertadores também lhe reservaria o momentos amargos. Na de 1976, o clube esteve perto de alcançar a quinta final seguida, mas foi eliminado nas semifinais pelo River Plate. "Foi a noite mais triste da minha vida. Sabia que não só se havia cumprido um ciclo da equipe, como também se aproximava minha aposentadoria". A competição o fez declarar também que "na década de 1970, o Independiente era mais famoso que o Santos de Pelé. Nos reconheciam em todos os lados". Desde seu retiro, trabalha nas categorias de base rojas, chegando a dirigir a equipe principal como técnico interino em várias necessidades.  Diego Maradona o reconhece como uma das poucas pessoas a quem pediu um autógrafo.

## Seleção
Pavoni fez parte do elenco da Seleção Uruguaia, na Copa do Mundo de 1974. Atuou em três jogos como titular na fase de grupos (primeira fase). No segundo jogo contra a Bulgária, marcou o gol no empate de 1 a 1.

## Títulos
Independiente
- Campeonato Nacional: 1967
- Campeonato Metropolitano: 1970, 1971
- Copa Libertadores da América: 1965, 1972, 1973, 1974, 1975
- Copa Interamericana: 1973, 1974, 1976
- Copa Intercontinental: 1973